# VM i bandy 2025 (kvinder)
|  | Denne artikel indeholder information om en fremtidig sportsbegivenhed Der kan forekomme spekulativ information, og indholdet kan ændres dramatisk når arrangementet nærmer sig og mere information bliver tilgængelig. |

Verdensmesterskabet i bandy for kvinder 2025 er det 13. VM i bandy for kvinder gennem tiden, og mesterskabet bliver arrangeret af Federation of International Bandy. Turneringen bliver afviklet indendørs i Sparbanken Lidköping Arena i Lidköping, Sverige i perioden 24. - 30. marts 2025 samtidig med mændenes VM. Sverige er VM-værtsland for fjerde gang, men det er første gang, at mesterskabet bliver spillet i Lidköping. 
Værtsbyen blev den 26. marts 2024 offentliggjort af Federation of International Bandy.

## Arena
Mesterskabet afvikles indendørs i Sparbanken Lidköping Arena i Lidköping i Västergötland, Sverige.

## Format
De otte hold er inddelt i to grupper med fire hold i hver gruppe. Gruppe A har deltagelse af de fire højest seedede hold, der spiller en dobbeltturnering alle-mod-alle. Vinderen af gruppen kvalificerer sig til finalen, mens nr. 2 og 3 spiller semifinale om den anden plads i finalen. I gruppe B spiller de fire lavest seedede hold en dobbeltturnering alle-mod-alle. Vinderen af gruppen kvalificerer sig til kampen om 4.- og 5.-pladsen, hvor vinderen kvalificerer sig til bronzekampen mod taberen af semfinalen. Finalekampene bliver spillet 2 × 45 minutter, mens kampe i den indledende runde bliver spillet 2 × 30 minutter.

### Indledende runde

#### Gruppe A
| Dato      | Kl.   | Kamp              | Res. | Pause | Tilskuere | Ref.        |
| --------- | ----- | ----------------- | ---- | ----- | --------- | ----------- |
| 25. marts | 10:30 | USA - Finland     | 4–1  | 1-1   |           | Kamprapport |
| 25. marts | 18:00 | Sverige - Norge   | 13–1 | 6-0   |           | Kamprapport |
| 26. marts | 12:00 | Sverige - USA     | 9–2  | 3-1   |           | Kamprapport |
| 26. marts | 14:30 | Norge - Finland   | 7–0  | 4-0   |           | Kamprapport |
| 27. marts | 12:00 | Norge - USA       | 3–5  | 1-2   |           | Kamprapport |
| 27. marts | 17:00 | Sverige - Finland | 13–1 | 2-1   |           | Kamprapport |

| Hold    | Kampe | Mål   | Point |
| ------- | ----- | ----- | ----- |
| Sverige | 3     | 35-4  | 6     |
| USA     | 3     | 11-13 | 4     |
| Norge   | 3     | 11-18 | 2     |
| Finland | 3     | 2-24  | 0     |

#### Gruppe B
| Dato      | Kl.  | Kamp               | Res.         | Pause | Tilskuere | Ref.        |
| --------- | ---- | ------------------ | ------------ | ----- | --------- | ----------- |
| 26. marts | 7:00 | Tyskland - Schweiz | 2–2 Str. 3–2 | 0-0   |           | Kamprapport |
| 26. marts | 9:30 | Ukraine - Holland  | 0–8          | 0-4   |           | Kamprapport |
| 27. marts | 7:00 | Schweiz - Ukraine  | 1–2          | 0-2   |           | Kamprapport |
| 27. marts | 9:30 | Holland - Tyskland | 8–0          | 6-0   |           | Kamprapport |
| 28. marts | 7:00 | Tyskland - Ukraine | 1–2          | 0-1   |           | Kamprapport |
| 28. marts | 9:30 | Schweiz - Holland  | 1–10         | 0-5   |           | Kamprapport |

| Hold     | Kampe | Mål  | Point |
| -------- | ----- | ---- | ----- |
| Holland  | 3     | 26-1 | 6     |
| Ukraine  | 3     | 4-10 | 4     |
| Tyskland | 3     | 3-12 | 1     |
| Schweiz  | 3     | 4-14 | 1     |

### Kamp om 4. og 5.-pladsen
Kampen om 4. og 5.-pladsen stod mellem de to hold, der var endt på 4.-pladsen i gruppe A- eller 1.-pladsen i gruppe B. Vinderen af kampen kvalificerede sig til bronzekampen.
| Dato      | Kl.   | Kamp              | Res. | Pause | Tilskuere | Ref.        |
| --------- | ----- | ----------------- | ---- | ----- | --------- | ----------- |
| 29. marts | 13:00 | Finland - Holland | 8–0  | 3-0   |           | Kamprapport |

### Semifinale
I semfinalen spillede holdene, der sluttede på 2.- eller 3.-pladsen i gruppe A om den anden ledige plads i finalen.
| Dato      | Kl.   | Kamp        | Res. | Pause | Tilskuere | Ref.        |
| --------- | ----- | ----------- | ---- | ----- | --------- | ----------- |
| 28. marts | 14:30 | USA - Norge | 1–5  | 1-2   |           | Kamprapport |

### Bronzekamp
Bronzekampen er et opgør mellem taberen af semifinalen og holdet, der vandt kampen om 4.-pladsen.
| Dato      | Kl.  | Kamp          | Res. | Pause | Tilskuere | Ref.        |
| --------- | ---- | ------------- | ---- | ----- | --------- | ----------- |
| 30. marts | 7:00 | USA - Finland | 7–2  | 3-0   |           | Kamprapport |

### Finale
Finalen stod mellem vinderen af gruppe A, Sverige, og vinderen af semifinalen, Norge.
| Dato      | Kl.   | Kamp            | Res. | Pause | Tilskuere | Ref.        |
| --------- | ----- | --------------- | ---- | ----- | --------- | ----------- |
| 30. marts | 12:30 | Sverige - Norge | 8–1  | 3-1   |           | Kamprapport |

## Samlet rangering
| Plac.  | Hold     |
| ------ | -------- |
| Guld   | Sverige  |
| Sølv   | Norge    |
| Bronze | USA      |
| 4.     | Finland  |
| 5.     | Holland  |
| 6.     | Ukraine  |
| 7.     | Tyskland |
| 8.     | Schweiz  |

## Hædersbevisninger
Organisationskomiteen hædrede følgende spillere efter mesterskabet. Priserne blev uddelt ved afslutningsbanketten i [[]] den . marts 2025.
| Pris                   | A-VM        | B-VM        |
| ---------------------- | ----------- | ----------- |
| MVP                    | [[]]        | [[]]        |
| Topscorer              | [[]] ( mål) | [[]] ( mål) |
| Bedste målmand         | [[]]        | [[]]        |
| Bedste forsvarsspiller | [[]]        | [[]]        |
| Bedste midtbanespiller | [[]]        | [[]]        |
| Bedste angriber        | [[]]        | [[]]        |